# Riu Zala
El riu Zala és un riu que passa pel sud-oest d'Hongria. Neix als turons que hi ha prop de la frontera amb Àustria i Eslovènia. Té una llargària de 139 km i una conca de 2.622 km².